# Amphisbaena barbouri
Espèce
Synonymes
- Amphisbaena cubana barbouri Gans & Alexander, 1962

Amphisbaena barbouri est une espèce d'amphisbènes de la famille des Amphisbaenidae.

## Répartition
Cette espèce est endémique de Cuba. 

## Étymologie
Cette espèce est nommée en l'honneur de Thomas Barbour (1884-1946).

## Publication originale
- Gans & Alexander, 1962 : Studies on amphisbaenids (Amphisbaenia, Reptilia). 2. On the amphisbaenids of the Antilles. Bulletin of the Museum of Comparative Zoology, vol. 128, no 3, p. 65-158 (texte intégral).